# Teresa Zaniewska
Teresa Zaniewska (ur. 1954) – prof. zwyczajny, kierownik Katedry Edukacji i Kultury na Wydziale Nauk Społecznych Szkoły Głównej Gospodarstwa Wiejskiego w Warszawie.

## Życiorys
Magisterium z filologii polskiej na Uniwersytecie Warszawskim 1978, doktorat z nauk humanistycznych w zakresie pedagogiki Wydział Pedagogiki UW 1988, habilitacja z nauk humanistycznych Wydział Lingwistyki Stosowanej i Filologii Wschodniosłowiańskich UW 1998, profesor nadzwyczajny SGGW 2004. W latach 1978–2004 pracownik naukowy Uniwersytetu w Białymstoku. Tytuł profesorski otrzymała 4 stycznia 2021. W latach 1995–2004 pracownik Polskiego Ośrodka Dydaktycznego w Grodnie. Odznaczona Krzyżem Komandorskim Orderu Odrodzenia Polski (przez Prezydenta RP na Uchodźstwie), a także Srebrnym Medalem „Zasłużony Kulturze Gloria Artis”, Medalem Komisji Edukacji Narodowej, Medalem „Pro Memoria” oraz Medalem Honorowym „Bene de Veterinaria Meritus”.

## Najważniejsze publikacje
- Dziki wiatr. Rozmowa ze Stefanem Mustafą Mucharskim, Białystok 1999, ISBN 83-86696-51-6
- Dżennet znaczy raj, Białystok 2002, ISBN 83-86696-90-7
- Wierzę w kismet, Warszawa 2010, ISBN 978-83-7583-196-2